# Opius douglasanus
Opius douglasanus är en stekelart som beskrevs av Fischer 1965. Opius douglasanus ingår i släktet Opius och familjen bracksteklar. Inga underarter finns listade i Catalogue of Life.